# Édouard Baer
Édouard Baer (ur. 1 grudnia 1966 w Paryżu) – francuski aktor teatralny, radiowy, telewizyjny i filmowy, również reżyser, producent i scenarzysta.

## Życiorys
Jest jednym z trojga dzieci. Jego brat Julien (ur. 1964) jest kompozytorem, a siostra Pauline – pisarką, aktorką i reżyserką. Mając 18 lat został przyjęty do szkoły filmowej i teatralnej Cours Florent w Paryżu pod okiem Isabelle Nanty.
W latach 1992–1997 w Radio Nova wraz z Arielem Wizmanem prowadził audycję radiową La grosse boule. W 1993 roku w telewizji kablowej Canal Jimmy Canal+ wraz z Arielem Wizmanem prowadził reportaże w programie Nonante. Tu właśnie został dostrzeżony przez Pascale Bailly, która zaangażowała go do roli inteligentnego, uszczypliwego, zabawnego, okrutnego i szalonego François Jardina w swojej komedii romantycznej Bóg jest wielki, a ja malutka (Dieu est grand, je suis toute petite, 2001) z Audrey Tautou. I choć w scenariuszu François to postać mroczna, ciężka, antypatyczna, Edouardowi udało się uczynić go sympatycznym. Rola Alexa Basato w filmie kryminalnym Betty Fisher i inne historie (Betty Fisher et autres histoires, 2001) przyniosła mu nominację do nagrody Cezara. W adaptacji komiksu Asterix i Obelix: Misja Kleopatra (Astérix & Obélix: Mission Cléopâtre, 2002) wcielił się w postać Otisa.
W 2001 roku za rolę Adriena w spektaklu teatralnym Cravate club wystawionym na scenie Théâtre de la Gaîté-Montparnasse odebrał nagrodę Moliera Nuit des Molières. Występował także w Théâtre du Rond-Point w Paryżu (2003-2006).
W 2012 wcielił się w adaptacji filmowej komiksu Asterix i Obelix: W służbie Jej Królewskiej Mości w Asteriksa.

## Wybrana filmografia

### Obsada aktorska

#### Filmy kinowe
- 2020: Jak być dobrą żoną jako Andre Grunvald
- 2019: La Lutte des Classes jako Paul[1]
- 2019: Black Snake, La Legende Du Serpent Noir jako Henry Thouvenel[2]
- 2018: Raoul Taburin jako Hervé Figougne[3]
- 2018: Mademoiselle de Joncquières jako Marquis des Arcis[4]
- 2017: Ouvert la nuit jako Luigi[5]

- 2016: Encore heureux jako Sam Ogiel
- 2013: Les Invincibles jako Stéphane Darcy
- 2013: Turf jako Freddy.
- 2012: Asterix i Obelix: W służbie Jej Królewskiej Mości jako Asterix
- 2008: Chapeau de roue
- 2007: La Fille coupée en deux jako aktor
- 2007: Molier (Molière) jako Dorante
- 2006: Wyprodukowany w Paryżu (Je pense à vous) jako Hermann
- 2006: Les Brigades du Tigre jako Inspektor Pujol
- 2005: Za ile mnie pokochasz? (Combien tu m’aimes?) jako L’homme bouleversé
- 2005: Akoibon jako Daniel Stain
- 2005: Prywatne żywot (La Vie privée)
- 2004: Rola życia (Le Rôle de sa vie) jako on sam
- 2004: À boire jako Pierre-Marie Archambault
- 2004: Zdrady, kłamstwa i coś więcej (Mensonges et trahisons et plus si affinités) jako Raphaël Jullian
- 2004: Double zéro jako Mężczyzna
- 2003: Le Bison (et sa voisine Dorine) jako Louis Le Bison, dit le Bison
- 2003: Kluczyki do samochodu (Les Clefs de bagnole) jako tourner avec Laurent
- 2002: Cravate club jako Adrien
- 2002: Asterix i Obelix: Misja Kleopatra (Astérix & Obélix: Mission Cléopâtre) jako Otis
- 2002: Edouard est marrant jako Edouard Baer
- 2001: Bóg jest wielki, a ja malutka (Dieu est grand, je suis toute petite) jako François
- 2001: Betty Fisher i inne historie (Betty Fisher et autres histoires) jako Alex Basato
- 2000: Siostra braci (Les Frères Soeur) jako Blaise
- 2000: La Bostella jako Edouard
- 1999: Terror Firmer jako French Cool Cat
- 1999: Nic o Robercie (Rien sur Robert) jako Alain de Xantras
- 1999: Chico notre homme à Lisbonne jako Le facteur/Le peintre/La statue/Le gardien de l’arène
- 1997: Héroïnes jako Francis
- 1997: Qui va Pino va sano (1997) – Robert Fontrobert, le réalisateur
- 1996: Kameleon (Caméléone) jako krytyk artystyczny
- 1996: Apartment (L’Appartement) jako aktor teatralny
- 1996: Velvet 99 jako Velvet 99
- 1996: 15 sans billets
- 1995: Rai
- 1995: Fast jako drugi przyjaciel
- 1994: La Folie douce jako Edouard
- 1994: Parlez après le signal sonore

#### Filmy TV
- 2004: Milady jako Le vicomte de Wardes
- 2002: Jean Moulin jako Un motard lors de la débâcle
- 2001: Demain et tous les jours après jako Bruno
- 2000: Kobieta i magia (La Chambre des magiciennes) jako Simon
- 1996: Coeur de cible jako Cyril Maury

#### Seriale TV
- 2003: Le Grand plongeoir jako gość
- 2003: Kelif et Deutsch à la recherche d’un emploi
- 2000: La Cape et l’épée jako narrator
- 1997: L’Agence Lambert jako Michael Lambert
- 1989: Trybunał (Tribunal) jako Antoine Marin

### Reżyseria, scenariusz
- 2005: Akoibon
- 2002: Tribulations Marrakech
- 1999: La Bostella

### Scenariusz
- 2000: Les Frères Sœur, reż. Frédéric Jardin

### Teatr
- 2010: „Miam Miam” (Théâtre Marigny)[6]
- 2012: „À la française” (Théâtre de Nîmes, Théâtre Marigny, Théâtre Liberté, Comédie de Reims)[7]
- 2014 -2016: „La Porte à côté” (Théâtre Édouard VII)[8]